# 德隆號驅逐艦 (DD-129)
德隆號驅逐艦（舷號DD-129）是一艘美國海軍建造的驅逐艦，為維克斯級驅逐艦的55號艦。她是美軍第二艘以德隆為名的軍艦，以紀念探索北極地區時死亡的海軍軍官佐治·德隆（George Washington DeLong）。
德隆號在1918年於紐約造船廠開始建造，在同年下水，於1919年服役，其時第一次世界大戰已經結束。接著巴比特號分別在加勒比海及太平洋執勤。1921年德隆號在加利福尼亞州半月灣擱淺受創，在1922年旋即退役除籍，並出售拆解。